# I Am a Scientist
I Am a Scientist is de zevende ep van de Amerikaanse indierock-muziekgroep Guided by Voices. De nummers op het album waren oorspronkelijk geschreven voor Bee Thousand. Slechts de titelsong staat op beide werken waarvan Bee Thousand een getemperde versie bevat.

## Tracklist
1. I Am a Scientist (7" Version)
2. Curse of the Black Ass Buffalo
3. Do the Earth
4. Planet's Own Brand